# (6549) Skryabin
(6549) Skryabin es un asteroide perteneciente al cinturón de asteroides, descubierto el 13 de agosto de 1988 por Eric Walter Elst desde el Observatorio de la Alta Provenza, Francia.

## Designación y nombre
Designado provisionalmente como 1988 PX1. Nombrado en memoria del compositor ruso Aleksandr Skriabin (1872-1915). Aunque fue uno de los fenómenos más fascinantes de principios del siglo XX, su música fue en gran medida poco apreciada debido a sus ideas filosóficas contradictorias. Sus sinfonías, sonatas y otras piezas para piano más importantes fueron compuestas en un grado cada vez mayor siguiendo su audaz objetivo de crear un misterio que uniera todas las artes en una gran acción litúrgico-artística para elevar y redimir a la humanidad por encima de sí misma a una condición de éxtasis supremo.

## Características orbitales
Skryabin está situado a una distancia media del Sol de 2,348 ua, pudiendo alejarse hasta 2,651 ua y acercarse hasta 2,045 ua. Su excentricidad es 0,129 y la inclinación orbital 7,064 grados. Emplea 1314,19 días en completar una órbita alrededor del Sol.
Pertenece a la familia de asteroides de (4) Vesta.

## Características físicas
La magnitud absoluta de Skryabin es 13,76. 